# بوبي شالمرز
بوبي شالمرز (بالإنجليزية: Bobby Chalmers)‏ هو لاعب كرة قدم زيمبابوي، ولد في 19 فبراير 1941 في بولاوايو في زيمبابوي. شارك مع منتخب زيمبابوي لكرة القدم. أما مع النوادي، فقد لعب مع نادي ديربن سيتي.